# NK Rogaška
Der Nogometni klub Rogaška (deutsch: Fußballklub Rogaška) ist ein slowenischer Fußballverein aus der Stadt Rogaška Slatina.

## Geschichte
Der NK Rogaška gründete sich 1999 und spielte zunächst lange Zeit auf den untersten beiden Ligaebenen, ehe 2016 der Aufstieg in die Drittklassigkeit gelang. Als Vizemeister der Nordstaffel hinter der nicht aufstiegsberechtigten Reservemannschaft von NK Maribor schaffte die Mannschaft den direkten Durchmarsch in die Druga Slovenska Nogometna Liga. Dort spielte sie gegen den Wiederabstieg, nach drei Jahren Ligazugehörigkeit wurde am Ende der Saison 2019/20 nach nur vier Saisonsiegen aus 20 Saisonspielen mit zwei Punkten Rückstand auf den von NK Brežice Terme Čatež belegten letzten Nichtabstiegsplatz der Klassenerhalt verpasst. Dem Abstieg folgte der direkte Wiederaufstieg in die zweithöchste Spielklasse, wo die Mannschaft in der Saison 2021/22 zeitweise im vorderen Tabellendrittel mitspielte. Im Sommer 2023 folgte dann der erstmalige Aufstieg in die höchste slowenische Spielklasse, die 1. SNL und am Ende der Spielzeit gewann man sogar den nationalen Pokal und qualifizierte sich für die UEFA Europa Conference League, wurde aber von der UEFA nicht zugelassen.

## Erfolge
- Slowenischer Pokalsieger: 2024